# Liste von Sprengstoffanschlägen im Jahr 2018
Die Liste von Sprengstoffanschlägen im Jahr 2018 erfasst Anschläge mit Sprengladungen und anderen Spreng- und Brandvorrichtungen gegen Einrichtungen und Ansammlungen von Menschen, die im Jahr 2018 passierten. Zu den Formen zählen unter anderem Auto- und Rucksackbomben. Siehe auch Liste von Anschlägen auf Verkehrsflugzeuge.

## Liste
| Datum    | Ereignis | Ort                 | Staat                        | Tote       | Verletzte | Anmerkung, Quellen                                                                                      |
| -------- | --- | ------------------- | ---------------------------- | ---------- | --------- | --- |
| 4. Jan.  | Selbstmordattentat auf Polizeikontrollpunkt                                                                   | Kabul               | Afghanistan                  | 20 (+1)    | 30        | [ 1 ]                                                                                                   |
| 7. Jan.  | Anschläge mit Autobomben                                                                                      | Idlib               | Syrien                       | 34         | 70        | [ 2 ] [ 3 ]                                                                                             |
| 9. Jan.  | Selbstmordattentat im Stadtzentrum                                                                            | Quetta              | Pakistan                     | 7 (+1)     | 23        | [ 4 ]                                                                                                   |
| 13. Jan. | Selbstmordattentat                                                                                            | Bagdad              | Irak                         | 8 (+1)     | 24        | [ 5 ]                                                                                                   |
| 15. Jan. | 2 Selbstmordattentate                                                                                         | Bagdad              | Irak                         | 38 (+2)    | 105       | [ 6 ]                                                                                                   |
| 16. Jan. | Mörserangriff auf Markt                                                                                       | Faryab              | Afghanistan                  | 5          | 45        | [ 7 ]                                                                                                   |
| 17. Jan. | 2 Selbstmordattentate                                                                                         | Maiduguri           | Nigeria                      | 12 (+2)    | 65        | [ 8 ]                                                                                                   |
| 20. Jan. | Anschlag mit Schusswaffen, Granaten und Geiselnahme auf Luxushotel                                            | Kabul               | Afghanistan                  | 40 (+6)    | 22        | [ 9 ]                                                                                                   |
| 22. Jan. | Anschlag mit Motorradbombe auf Markt                                                                          | Yala                | Thailand                     | 3          | 34        | [ 10 ] [ 11 ]                                                                                           |
| 23. Jan. | Anschlag mit 2 Autobomben auf Moschee                                                                         | Bengasi             | Libyen                       | 41         | 80        | [ 12 ]                                                                                                  |
| 24. Jan. | Selbstmordattentat mit Autobombe und Schusswaffen auf Save-the-Children-Gebäude                               | Dschalalabad        | Afghanistan                  | 6          | 27        | [ 13 ]                                                                                                  |
| 24. Jan. | Raketenangriff auf Moschee                                                                                    | Kilis               | Türkei                       | 2          | 11        | [ 14 ]                                                                                                  |
| 25. Jan. | Fahrzeug fährt über Landmine                                                                                  | Mopti               | Mali                         | 26         |           | [ 15 ]                                                                                                  |
| 27. Jan. | Anschlag in Kabul am 27. Januar 2018                                                                          | Kabul               | Afghanistan                  | 103        | 235       | [ 16 ] [ 17 ]                                                                                           |
| 27. Jan. | Sprengstoffanschlag auf Polizeistation                                                                        | Barranquilla        | Kolumbien                    | 6          | 41        | [ 18 ]                                                                                                  |
| 27. Jan. | Sprengstoffanschlag auf Polizeistation                                                                        | Esmeraldas          | Ecuador                      | 0          | 28        | [ 19 ]                                                                                                  |
| 30. Jan. | Selbstmordattentat mit Autobombe auf Kontrollpunkt                                                            | Schabwa             | Jemen                        | 22 (+1)    |           | [ 20 ]                                                                                                  |
| 31. Jan. | 2 Selbstmordattentate auf Flüchtlingslager                                                                    | Borno               | Nigeria                      | 4 (+2)     | 44        | [ 21 ]                                                                                                  |
| 6. Feb.  | Mörserangriff                                                                                                 | Damaskus            | Syrien                       | 6          | 30        | [ 22 ]                                                                                                  |
| 9. Feb.  | Sprengstoffanschlag auf Moschee                                                                               | Bengasi             | Libyen                       | 2          | 143       | [ 23 ]                                                                                                  |
| 10. Feb. | Anschlag mit Autobombe                                                                                        | Idlib               | Syrien                       | 7          | 30        | [ 24 ]                                                                                                  |
| 10. Feb. | 2 Bombenexplosionen                                                                                           | Oruro               | Bolivien                     | 12         | 50        | [ 25 ]                                                                                                  |
| 16. Feb. | 3 Selbstmordattentate auf Fischmarkt                                                                          | Idlib               | Syrien                       | 21 (+3)    | 70        | [ 26 ]                                                                                                  |
| 21. Feb. | Sprengstoffanschlag auf Bank                                                                                  | Lashio              | Myanmar                      | 2          | 22        | [ 27 ]                                                                                                  |
| 23. Feb. | Selbstmordattentat mit 2 Autobomben und Schusswaffen auf Hotel                                                | Mogadischu          | Somalia                      | 45 (+5)    | 36        | [ 28 ]                                                                                                  |
| 24. Feb. | 4 Selbstmordattentate mit 2 Autobomben auf Milizhauptquartier                                                 | Aden                | Jemen                        | 14 (+4)    | 54        | [ 29 ]                                                                                                  |
| 2. Mrz.  | Selbstmordattentat auf australischen Botschaftskonvoi                                                         | Kabul               | Afghanistan                  | 1 (+1)     | 22        | [ 30 ] [ 31 ]                                                                                           |
| 2. Mrz.  | Selbstmordattentat mit Autobombe, Sturmgewehren und Granaten auf Französische Botschaft, Militärhauptquartier | Ouagadougou         | Burkina Faso                 | 8 (+8)     | 85        | [ 32 ] [ 33 ] [ 34 ]                                                                                    |
| 2. Mrz.  | Selbstmordattentat auf Moschee                                                                                | Yobe                | Nigeria                      | 7 (+1)     | 28        | [ 35 ] [ 36 ]                                                                                           |
| 7. Mrz.  | Anschlag mit Autobombe auf Polizeistation                                                                     | Dscharābulus        | Syrien                       | 9          | 60        | [ 37 ] [ 38 ]                                                                                           |
| 9. Mrz.  | Selbstmordattentat auf Moschee                                                                                | Kabul               | Afghanistan                  | 10 (+1)    | 22        | [ 39 ] [ 40 ]                                                                                           |
| 13. Mrz. | Selbstmordattentat mit Autobombe auf Versorgungsposten                                                        | Aden                | Jemen                        | 6 (+1)     | 30        | [ 41 ] [ 42 ]                                                                                           |
| 14. Mrz. | Selbstmordattentat auf Polizeikontrollpunkt                                                                   | Lahore              | Pakistan                     | 12 (+1)    | 28        | [ 43 ] [ 44 ]                                                                                           |
| 18. Mrz. | Sprengstoffanschlag auf Gebäude                                                                               | Afrin               | Syrien                       | 13         | 25        | [ 45 ]                                                                                                  |
| 20. Mrz. | Raketenangriff auf Markt                                                                                      | Damaskus            | Syrien                       | 44         | 35        | [ 46 ] [ 47 ]                                                                                           |
| 21. Mrz. | Selbstmordattentat auf Neujahrsfeier                                                                          | Kabul               | Afghanistan                  | 33 (+1)    | 65        | [ 48 ] [ 49 ]                                                                                           |
| 22. Mrz. | Selbstmordattentat mit Motorradbombe auf Hotel                                                                | Mogadischu          | Somalia                      | 17 (+1)    | 20        | [ 50 ] [ 51 ]                                                                                           |
| 23. Mrz. | Anschlag mit Schusswaffe, Messer und Handgranaten auf Supermarkt                                              | Carcassonne, Trèbes | Frankreich                   | 4 (+1)     | 15        | [ 52 ]                                                                                                  |
| 23. Mrz. | Selbstmordattentat mit Autobombe auf Stadion                                                                  | Laschkar Gah        | Afghanistan                  | 15 (+1)    | 51        | [ 53 ] [ 54 ]                                                                                           |
| 24. Mrz. | Granatenangriff auf Frühlingsfest                                                                             | Khyber Pakhtunkhwa  | Pakistan                     | 0          | 24        | [ 55 ] [ 56 ]                                                                                           |
| 24. Mrz. | Anschlag mit Autobombe auf Gebäude                                                                            | Idlib               | Syrien                       | 7          | 25        | [ 57 ]                                                                                                  |
| 1. Apr.  | Selbstmordattentat mit Mörser und Schusswaffen auf Militärstützpunkt                                          | Borno               | Nigeria                      | 15 (+13)   | 83        | [ 58 ] [ 59 ] [ 60 ] [ 61 ]                                                                             |
| 1. Apr.  | Selbstmordattentat mit Autobomben, Mörsern und Schusswaffen auf Militärstützpunkt                             | Shabeellaha Hoose   | Somalia                      | 59 (+14)   |           | [ 62 ] [ 63 ]                                                                                           |
| 6. Apr.  | Anschlag mit Schusswaffen und Sprengstoff auf Soldaten                                                        | Haddscha            | Jemen                        | 24         | 100       | [ 64 ]                                                                                                  |
| 6. Apr.  | Anschlag mit Autobombe und Mörsergranaten auf Moschee                                                         | Damaskus            | Syrien                       | 6          | 36        | [ 65 ]                                                                                                  |
| 6. Apr.  | Mörserangriff auf Zivilisten                                                                                  | Damaskus            | Syrien                       | 8          | 37        | [ 66 ]                                                                                                  |
| 7. Apr.  | Anschlag mit Autobombe auf Zivilisten                                                                         | al-Bab              | Syrien                       | 10         | 20        | [ 67 ] [ 68 ]                                                                                           |
| 9. Apr.  | Sprengstoffanschlag auf Zivilisten                                                                            | Herat               | Afghanistan                  | 8          | 21        | [ 69 ]                                                                                                  |
| 9. Apr.  | Sprengstoffanschlag auf Zivilisten                                                                            | Idlib               | Syrien                       | 19         | 135       | [ 70 ]                                                                                                  |
| 12. Apr. | Sprengstoffanschlag auf Beerdigung                                                                            | Salah ad-Din        | Irak                         | 25         | 15        | [ 71 ] [ 72 ]                                                                                           |
| 16. Apr. | Granatenangriff auf Wohngebäude                                                                               | Ramadi              | Irak                         | 0          | 20        | [ 73 ]                                                                                                  |
| 21. Apr. | Granatenangriff auf Wohngebäude                                                                               | Kayanza             | Burundi                      | 1          | 35        | [ 74 ]                                                                                                  |
| 22. Apr. | Anschlag mit Schusswaffen und Sprengstoff auf Waldarbeiter und einen Militärkonvoi                            | Borno               | Nigeria                      | 21         | 11        | [ 75 ] [ 76 ] [ 77 ]                                                                                    |
| 22. Apr. | Selbstmordattentat auf Wählerregistrierungszentrum                                                            | Kabul               | Afghanistan                  | 69 (+1)    | 120       | [ 78 ] [ 79 ]                                                                                           |
| 24. Apr. | Selbstmordattentat auf Sicherheitskräfte                                                                      | Quetta              | Pakistan                     | 8 (+3)     | 23        | [ 80 ] [ 81 ] [ 82 ]                                                                                    |
| 27. Apr. | Granatenangriff auf Hochzeitszeremonie                                                                        | Khyber Pakhtunkhwa  | Pakistan                     | 5          | 32        | [ 83 ] [ 84 ]                                                                                           |
| 27. Apr. | Raketenangriffe auf Militärstützpunkte                                                                        | Hama, Aleppo        | Syrien                       | 26         | 57        | [ 85 ] [ 86 ]                                                                                           |
| 30. Apr. | Selbstmordattentat auf NDS-Gebäude und Ersthelfer                                                             | Kabul               | Afghanistan                  | 29 (+2)    | 50        | [ 87 ] [ 88 ] [ 89 ]                                                                                    |
| 1. Mai   | 2 Selbstmordattentate auf Moschee und Markt                                                                   | Mubi                | Nigeria                      | 86 (+2)    | 58        | [ 90 ] [ 91 ] [ 92 ]                                                                                    |
| 1. Mai   | Anschlag mit Granaten und Schusswaffen auf Kirche, Moschee und Gesundheitszentrum                             | Bangui              | Zentralafrikanische Republik | 26         | 170       | [ 93 ] [ 94 ]                                                                                           |
| 2. Mai   | Selbstmordattentat auf das Hauptquartier der Wahlkommission                                                   | Tripolis            | Libyen                       | 16 (+2)    | 20        | [ 95 ] [ 96 ]                                                                                           |
| 5. Mai   | Selbstmordattentat auf Moschee                                                                                | Extrême-Nord        | Kamerun                      | 12 (+7)    | 20        | [ 97 ] [ 98 ]                                                                                           |
| 6. Mai   | Sprengstoffanschlag auf Wählerregistrierungszentrum                                                           | Chost               | Afghanistan                  | 21         | 33        | [ 99 ] [ 100 ]                                                                                          |
| 9. Mai   | Anschlag mit Selbstmordattentätern und Sturmgewehren auf Polizeistationen                                     | Kabul               | Afghanistan                  | 16 (+9)    | 28        | [ 101 ] [ 102 ] [ 103 ]                                                                                 |
| 9. Mai   | Raketenangriff auf Stadtzentrum                                                                               | Damaskus            | Syrien                       | 4          | 24        | [ 104 ] [ 105 ] [ 106 ]                                                                                 |
| 12. Mai  | Anschlag mit Schusswaffen und Artillerie auf Militärstützpunkt und Kasino                                     | Shan-Staat          | Myanmar                      | 19         | 32        | [ 107 ] [ 108 ]                                                                                         |
| 12. Mai  | Anschlag mit Autobombe auf HTS-Tribunal                                                                       | Idlib               | Syrien                       | 28         | 25        | [ 109 ] [ 110 ]                                                                                         |
| 13. Mai  | Selbstmordattentate auf Regierungsgebäude                                                                     | Dschalalabad        | Afghanistan                  | 9 (+8)     | 42        | [ 111 ] [ 112 ]                                                                                         |
| 13. Mai  | Anschläge im Mai 2018 auf Java                                                                                | Surabaya, Sidoarjo  | Indonesien                   | 15 (+13)   | 57        | [ 113 ]                                                                                                 |
| 15. Mai  | Anschlag mit Selbstmordattentätern und Schusswaffen auf Sicherheitskräfte                                     | Farah               | Afghanistan                  | 30 (+300)  | 16 (+100) | [ 114 ]                                                                                                 |
| 16. Mai  | Selbstmordattentat auf Beerdigung                                                                             | Al Tarmia           | Irak                         | 8 (+1)     | 31        | [ 115 ] [ 116 ]                                                                                         |
| 18. Mai  | Anschlag mit Sprengsätzen und Autobombe auf Sportstadion                                                      | Dschalalabad        | Afghanistan                  | 10         | 57        | [ 117 ] [ 118 ] [ 119 ]                                                                                 |
| 22. Mai  | Raketenangriff auf Markt                                                                                      | Ma'rib              | Jemen                        | 5          | 22        | [ 120 ]                                                                                                 |
| 22. Mai  | Anschlag mit Autobombe                                                                                        | Kandahar            | Afghanistan                  | 21         | 41        | [ 121 ]                                                                                                 |
| 22. Mai  | Selbstmordattentat mit Autobombe auf militärischen Außenposten                                                | Homs                | Syrien                       | 26 (+5)    |           | [ 122 ] [ 123 ]                                                                                         |
| 25. Mai  | Anschlag mit Autobombe auf Hotel                                                                              | Bengasi             | Libyen                       | 7          | 20        | [ 124 ] [ 125 ]                                                                                         |
| 26. Mai  | Anschlag mit Autobombe                                                                                        | Idlib               | Syrien                       | 5          | 50        | [ 126 ] [ 127 ]                                                                                         |
| 31. Mai  | Anschlag mit Motorradbombe auf Zivilisten                                                                     | Dscharābulus        | Syrien                       | 4          | 20+       | [ 128 ] [ 129 ]                                                                                         |
| 1. Jun.  | Anschlag mit Schusswaffen und Mörsern auf Soldaten                                                            | Hiiraan             | Somalia                      | 72         |           | [ 130 ] [ 131 ]                                                                                         |
| 4. Jun.  | Granatenangriff auf Sicherheitskräfte und Zivilisten                                                          | Jammu und Kashmir   | Indien                       | 0          | 23        | [ 132 ]                                                                                                 |
| 4. Jun.  | Selbstmordattentate auf Moschee, Koranschule und Geschäftszentrum                                             | Diffa               | Niger                        | 9 (+3)     | 38        | [ 133 ] [ 134 ]                                                                                         |
| 4. Jun.  | Anschlag mit Selbstmordattentäter und Sticky Bomb auf Klerikerversammlung und Polizeifahrzeug                 | Kabul               | Afghanistan                  | 14 (+1)    | 22        | [ 135 ]                                                                                                 |
| 6. Jun.  | Sprengstoffanschlag auf Munitionslager                                                                        | Bagdad              | Irak                         | 20         | 110       | [ 136 ]                                                                                                 |
| 8. Jun.  | Selbstmordattentat auf regierungsfreundliche Kämpfer                                                          | Abu Kamal           | Syrien                       | 30 (+21)   |           | [ 137 ] [ 138 ]                                                                                         |
| 9. Jun.  | Sprengstoffanschlag auf Markt                                                                                 | al-Chalis           | Irak                         | 2          | 20        | [ 139 ] [ 140 ]                                                                                         |
| 10. Jun. | Granatenangriff auf Bar                                                                                       | Gitega              | Burundi                      | 1          | 21        | [ 141 ]                                                                                                 |
| 11. Jun. | Selbstmordattentat auf Ministerium                                                                            | Kabul               | Afghanistan                  | 17 (+1)    | 40        | [ 142 ] [ 143 ]                                                                                         |
| 12. Jun. | Selbstmordattentat mit Autobombe und Schusswaffen auf Polizeihauptquartier                                    | Ghazni              | Afghanistan                  | 5 (+26)    | 26        | [ 144 ] [ 145 ]                                                                                         |
| 16. Jun. | Selbstmordattentat auf Sicherheitskräfte und Zivilisten                                                       | Nangarhar           | Afghanistan                  | 36 (+1)    | 65        | [ 146 ] [ 147 ]                                                                                         |
| 16. Jun. | Anschlag mit 6 Selbstmordattentäterinnen und RPGs auf Dorf                                                    | Damboa              | Nigeria                      | 43 (+6)    | 84        | [ 148 ] [ 149 ] [ 150 ] [ 151 ]                                                                         |
| 17. Jun. | Selbstmordattentat auf Regierungsgebäude                                                                      | Dschalalabad        | Afghanistan                  | 25 (+1)    | 50        | [ 152 ] [ 153 ]                                                                                         |
| 21. Jun. | Anschlag mit Autobombe und Sprengsatz auf Hotel, Zivilisten und Milizionäre                                   | Idlib               | Syrien                       | 8          | 40        | [ 154 ] [ 155 ] [ 156 ]                                                                                 |
| 23. Jun. | Granatenangriff auf Kundgebung                                                                                | Addis Abeba         | Äthiopien                    | 2          | 156       | [ 157 ]                                                                                                 |
| 23. Jun. | Anschlag in Bulawayo 2018                                                                                     | Bulawayo            | Simbabwe                     | 2          | 47        | Granatenangriff auf Emmerson Mnangagwa                                                                  |
| 27. Jun. | Anschlag mit 2 Autobomben auf Levante-Front-Hauptquartier und Zivilisten                                      | Afrin               | Syrien                       | 10         | 20        | [ 160 ] [ 161 ] [ 162 ] [ 163 ]                                                                         |
| 1. Jul.  | Selbstmordattentat mit Autobombe und Schusswaffen auf Militärpatrouille                                       | Gao                 | Mali                         | 4 (+1)     | 31        | [ 164 ] [ 165 ]                                                                                         |
| 1. Jul.  | Selbstmordattentat auf sikhistische und hinduistische Zivilisten                                              | Dschalalabad        | Afghanistan                  | 19 (+1)    | 20        | [ 166 ] [ 167 ]                                                                                         |
| 5. Jul.  | Sprengstoffanschlag auf Demonstration                                                                         | Manbidsch           | Syrien                       | 1          | 22        | [ 168 ] [ 169 ]                                                                                         |
| 6. Jul.  | Anschlag mit Autobombe auf Milizionäre und Zivilisten                                                         | Deir ez-Zor         | Syrien                       | 18         | 20        | [ 170 ]                                                                                                 |
| 6. Jul.  | Schusswaffen- und Artillerieangriff auf Dorf und Regierungskämpfer                                            | Latakia             | Syrien                       | 27 (+6)    | 40        | [ 171 ] [ 172 ]                                                                                         |
| 10. Jul. | Selbstmordattentat auf Wahlkampfveranstaltung von Haroon Bilour                                               | Peschawar           | Pakistan                     | 22 (+1)    | 75        | [ 173 ] [ 174 ]                                                                                         |
| 10. Jul. | Anschlag mit Motorradbombe auf Wahlkampfveranstaltung                                                         | Bannu               | Pakistan                     | 5          | 37        | [ 175 ] [ 176 ]                                                                                         |
| 13. Jul. | Selbstmordattentat auf Wahlkundgebung                                                                         | Mastung             | Pakistan                     | 149 (+1)   | 186       | [ 177 ] [ 178 ]                                                                                         |
| 13. Jul. | Sprengstoffanschlag auf Gebäude                                                                               | Belfast             | Vereinigtes Königreich       | 0          | 1         | [ 179 ]                                                                                                 |
| 13. Jul. | Anschlag mit Schusswaffen und Granate auf Polizisten                                                          | Derry               | Vereinigtes Königreich       | 0          | 0         | [ 180 ] [ 181 ] [ 182 ] [ 183 ]                                                                         |
| 17. Jul. | Selbstmordattentat auf Beerdigung                                                                             | Sar-i Pul           | Afghanistan                  | 27 (+1)    | 23        | [ 184 ] [ 185 ]                                                                                         |
| 18. Jul. | Sprengstoffanschlag                                                                                           | Kirkuk              | Irak                         | 1          | 31        | [ 186 ]                                                                                                 |
| 19. Jul. | Raketenangriff auf Konvoi                                                                                     | Borno               | Nigeria                      | 30         | 0         | [ 187 ] [ 188 ]                                                                                         |
| 22. Jul. | Selbstmordattentat auf Flughafen                                                                              | Kabul               | Afghanistan                  | 23 (+1)    | 107       | [ 189 ] [ 190 ]                                                                                         |
| 22. Jul. | Granatenangriff auf Wahlbüro                                                                                  | Dalbandin           | Pakistan                     | 0          | 30        | [ 191 ] [ 192 ]                                                                                         |
| 23. Jul. | Selbstmordattentat mit Autobombe und Schusswaffen auf Militärstützpunkt                                       | Jubbada Hoose       | Somalia                      | 5 (+10)    | 30        | [ 193 ]                                                                                                 |
| 23. Jul. | Selbstmordattentat mit Autobombe auf Regierungsgebäude                                                        | Aʿzāz               | Syrien                       | 1 (+1)     | 23        | [ 194 ] [ 195 ]                                                                                         |
| 23. Jul. | Anschlag mit Autobombe                                                                                        | Aleppo              | Syrien                       | 3          | 37        | [ 196 ]                                                                                                 |
| 25. Jul. | Selbstmordattentat auf Wahlbüro                                                                               | Quetta              | Pakistan                     | 31 (+1)    | 60        | [ 197 ] [ 198 ]                                                                                         |
| 25. Jul. | Selbstmordattentate mit Motorradbombe, Sprengsätzen und Schusswaffen                                          | as-Suwaida          | Syrien                       | 246 (+56)  | 180       | [ 199 ] [ 200 ] [ 201 ] [ 202 ] [ 203 ] [ 204 ] [ 205 ] [ 206 ] [ 207 ] [ 208 ] [ 209 ] [ 210 ] [ 211 ] |
| 30. Jul. | Sprengstoffanschlag auf Bus                                                                                   | Farah               | Afghanistan                  | 11         | 37        | [ 212 ] [ 213 ]                                                                                         |
| 30. Jul. | Selbstmordattentat mit Autobombe, Schusswaffen und Handgranaten auf Regierungsgebäude                         | Dschalalabad        | Afghanistan                  | 14 (+3)    | 26        | [ 214 ] [ 215 ]                                                                                         |
| 2. Aug.  | Anschlag mit Autobombe auf Bushaltestelle                                                                     | Idlib               | Syrien                       | 2          | 25        | [ 216 ] [ 217 ]                                                                                         |
| 3. Aug.  | Selbstmordattentat mit Schusswaffen auf schiitische Moschee                                                   | Gardez              | Afghanistan                  | 34 (+2)    | 94        | [ 218 ] [ 219 ]                                                                                         |
| 10. Aug. | Anschlag mit Schusswaffen, Mörsern und Sprengsätzen auf Sicherheitskräfte                                     | Ghazni              | Afghanistan                  | 140 (+326) |           | [ 220 ]                                                                                                 |
| 10. Aug. | Sprengstoffanschläge auf Polizisten                                                                           | Amman               | Jordanien                    | 5 (+4)     | 20        | [ 221 ] [ 222 ]                                                                                         |
| 12. Aug. | Sprengstoffanschlag auf türkische Soldaten                                                                    | Afrin               | Syrien                       | 10         | 20        | [ 223 ]                                                                                                 |
| 15. Aug. | Selbstmordattentat auf Unterrichtszentrum                                                                     | Kabul               | Afghanistan                  | 48 (+1)    | 67        | [ 224 ] [ 225 ]                                                                                         |
| 28. Aug. | Anschlag mit Motorradbombe auf Veranstaltung                                                                  | Isulan              | Philippinen                  | 3          | 36        | [ 226 ] [ 227 ]                                                                                         |
| 1. Sep.  | Anschlag mit Autobombe auf Moschee                                                                            | Aʿzāz               | Syrien                       | 1          | 25        | [ 228 ] [ 229 ]                                                                                         |
| 5. Sep.  | Bombenanschlag in Kabul am 5. September 2018                                                                  | Kabul               | Afghanistan                  | 26 (+1)    | 91        | [ 230 ] [ 231 ] [ 232 ]                                                                                 |
| 5. Sep.  | Raketenangriff auf Nadschran                                                                                  | Nadschran           | Saudi-Arabien                | 0          | 26        | [ 233 ]                                                                                                 |
| 7. Sep.  | Raketenangriff auf Infrastruktur                                                                              | Mhardeh             | Syrien                       | 9          | 31        | [ 234 ] [ 235 ]                                                                                         |
| 9. Sep.  | Selbstmordattentat mit Motorradbombe auf Beerdigung                                                           | Kabul               | Afghanistan                  | 7 (+2)     | 24        | [ 236 ] [ 237 ] [ 238 ]                                                                                 |
| 11. Sep. | Selbstmordattentat auf Demonstration                                                                          | Nangarhar           | Afghanistan                  | 68 (+1)    | 165       | [ 239 ] [ 240 ]                                                                                         |
| 11. Sep. | Selbstmordattentat mit Autobombe auf Restaurant                                                               | Salah ad-Din        | Irak                         | 6 (+1)     | 42        | [ 241 ] [ 242 ]                                                                                         |
| 14. Sep. | Anschlag mit Schusswaffen und Sprengstoff auf SDF-Soldaten                                                    | Deir ez-Zor         | Syrien                       | 20         |           | [ 243 ]                                                                                                 |
| 28. Sep. | Granatenangriff auf Gedenkfeier                                                                               | Yambio              | Südsudan                     | 9          | 35        | [ 244 ]                                                                                                 |
| 2. Okt.  | Selbstmordattentat auf Wahlkampfveranstaltung                                                                 | Nangarhar           | Afghanistan                  | 18 (+1)    | 47        | [ 245 ] [ 246 ]                                                                                         |
| 6. Okt.  | Anschlag mit Autobombe auf das Stadtzentrum                                                                   | Aʿzāz               | Syrien                       | 5          | 27        | [ 247 ] [ 248 ]                                                                                         |
| 10. Okt. | Anschlag mit Schusswaffen und Sprengstoff auf Flüchtlingslager                                                | Deir ez-Zor         | Syrien                       | 37 (+58)   |           | [ 249 ]                                                                                                 |
| 13. Okt. | Anschlag mit Motorradbombe auf Kundgebung                                                                     | Rustaq              | Afghanistan                  | 22         | 36        | [ 250 ] [ 251 ]                                                                                         |
| 13. Okt. | 2 Selbstmordattentate auf Restaurant und Hotel                                                                | Baidoa              | Somalia                      | 20 (+2)    | 31        | [ 252 ] [ 253 ] [ 254 ]                                                                                 |
| 20. Okt. | Selbstmordattentat auf Wahllokal                                                                              | Kabul               | Afghanistan                  | 15 (+1)    | 25        | [ 255 ] [ 256 ]                                                                                         |
| 20. Okt. | Sprengstoffanschlag auf Wahllokal                                                                             | Kabul               | Afghanistan                  | 1          | 30        | [ 257 ]                                                                                                 |
| 20. Okt. | Raketenangriff auf Wahllokal                                                                                  | Kundus              | Afghanistan                  | 3          | 39        | [ 258 ] [ 259 ] [ 260 ]                                                                                 |
| 20. Okt. | Mörser- und Raketenangriff auf Zivilisten                                                                     | Baglan              | Afghanistan                  | 2          | 22        | [ 261 ] [ 262 ]                                                                                         |
| 23. Okt. | Anschlag mit Autobombe auf Markt                                                                              | al-Qayyara          | Irak                         | 7          | 40        | [ 263 ] [ 264 ]                                                                                         |
| 26. Okt. | Selbstmordattentate mit Autobomben auf Sicherheitskräfte                                                      | Deir ez-Zor         | Syrien                       | 68 (+24)   | 100       | [ 265 ] [ 266 ] [ 267 ]                                                                                 |
| 27. Okt. | Selbstmordattentat mit Autobombe auf Militärgelände                                                           | Wardak              | Afghanistan                  | 7 (+1)     | 37        | [ 268 ] [ 269 ]                                                                                         |
| 27. Okt. | Selbstmordattentat auf Polizisten und Zivilisten                                                              | Tunis               | Tunesien                     | 0 (+1)     | 26        | [ 270 ] [ 271 ]                                                                                         |
| 2. Nov.  | Anschlag mit Flugabwehrkanonen auf Dorf                                                                       | Borno               | Nigeria                      | 6          | 24        | [ 272 ]                                                                                                 |
| 4. Nov.  | Selbstmordattentate mit Autobomben und Schusswaffen auf Sicherheitskräfte                                     | Deir ez-Zor         | Syrien                       | 12 (+17)   | 20        | [ 273 ] [ 274 ]                                                                                         |
| 8. Nov.  | Anschlag mit Autobombe auf Restaurant                                                                         | Mossul              | Irak                         | 13         | 23        | [ 275 ] [ 276 ]                                                                                         |
| 9. Nov.  | Selbstmordattentate mit Autobomben und Schusswaffen auf Hotel und Bus                                         | Mogadischu          | Somalia                      | 65 (+7)    | 106       | [ 277 ] [ 278 ] [ 279 ]                                                                                 |
| 12. Nov. | Anschlag mit Autobombe auf Krankenhaus, Schule und Militärgebäude                                             | Dscharābulus        | Syrien                       | 3          | 24        | [ 280 ] [ 281 ]                                                                                         |
| 12. Nov. | Selbstmordattentat im Stadtzentrum                                                                            | Kabul               | Afghanistan                  | 6 (+1)     | 20        | [ 282 ] [ 283 ]                                                                                         |
| 12. Nov. | Sprengfallen- und Raketenangriff auf Soldaten                                                                 | al-Hudaida          | Jemen                        | 24         | 0         | [ 284 ] [ 285 ]                                                                                         |
| 12. Nov. | Selbstmordattentat mit Autobombe auf UN-Minenräumungsdienstgebäude                                            | Gao                 | Mali                         | 3 (+1)     | 30        | [ 286 ]                                                                                                 |
| 18. Nov. | Granatenangriff auf Versammlung                                                                               | Punjab              | Indien                       | 3          | 20        | [ 287 ]                                                                                                 |
| 18. Nov. | Anschlag mit Sturmgewehren und Panzerfäusten auf Militärstützpunkt                                            | Borno               | Nigeria                      | 118        |           | [ 288 ] [ 289 ]                                                                                         |
| 20. Nov. | Anschlag auf Geistliche in Kabul 2018                                                                         | Kabul               | Afghanistan                  | 55 (+1)    | 94        | Selbstmordattentat auf Versammlung                                                                      |
| 20. Nov. | Selbstmordattentat mit Motorradbombe auf Markt                                                                | Khyber Pakhtunkhwa  | Pakistan                     | 33 (+1)    | 50        | [ 293 ] [ 294 ]                                                                                         |
| 23. Nov. | Selbstmordattentat auf eine Moschee in einem Militärstützpunkt                                                | Chost               | Afghanistan                  | 27 (+1)    | 57        | [ 295 ] [ 296 ]                                                                                         |
| 24. Nov. | Anschlag mit Chlorgasraketen auf Dörfer                                                                       | Aleppo              | Syrien                       | 0          | 100+      | [ 297 ] [ 298 ] [ 299 ] [ 300 ]                                                                         |
| 26. Nov. | Selbstmordattentat mit Autobombe und Schusswaffen auf religiöses Zentrum                                      | Gaalkacyo           | Somalia                      | 18 (+4)    | 20 (+1)   | [ 301 ] [ 302 ]                                                                                         |
| 28. Nov. | Selbstmordattentat mit Autobombe, Handgranaten und Schusswaffen auf britische Sicherheitsfirma                | Kabul               | Afghanistan                  | 6 (+5)     | 32        | [ 303 ]                                                                                                 |
| 28. Nov. | Selbstmordattentat auf Markt                                                                                  | Extrême-Nord        | Kamerun                      | 0 (+2)     | 29        | [ 304 ] [ 305 ]                                                                                         |
| 6. Dez.  | Selbstmordattentat mit Autobombe und Schusswaffen auf Polizeistation                                          | Tschahbahar         | Iran                         | 2 (+1)     | 42        | [ 306 ] [ 307 ]                                                                                         |
| 8. Dez.  | Anschlag mit Schusswaffen und Sprengstoff auf SDF-Milizionäre                                                 | Hadschin            | Syrien                       | 44 (+56)   | 0         | [ 308 ]                                                                                                 |
| 12. Dez. | Anschlag mit Autobombe auf Zivilisten                                                                         | Aʿzāz               | Syrien                       | 2          | 21        | [ 309 ] [ 310 ]                                                                                         |
| 16. Dez. | Anschlag mit Autobombe auf Markt                                                                              | Afrin               | Syrien                       | 9          | 21        | [ 311 ] [ 312 ]                                                                                         |
| 22. Dez. | 2 Selbstmordattentate mit Autobomben auf die Villa Somalia und ein Gefängnis                                  | Mogadischu          | Somalia                      | 26 (+2)    | 40        | [ 313 ] [ 314 ] [ 315 ]                                                                                 |
| 24. Dez. | Selbstmordattentat mit Autobombe und Schusswaffen auf Regierungsgebäude                                       | Kabul               | Afghanistan                  | 43 (+4)    | 25        | [ 316 ] [ 317 ]                                                                                         |
| 24. Dez. | Granatenangriff auf Lokal                                                                                     | El Bagre            | Kolumbien                    | 0          | 25        | [ 318 ]                                                                                                 |
| 28. Dez. | Anschläge in Ägypten 2018                                                                                     | Gizeh               | Ägypten                      | 4          | 12        | Bombenanschlag auf Bus mit vietnamesischen Touristen                                                    |
| 31. Dez. | Sprengstoffanschlag auf Einkaufszentrum                                                                       | Cotabato City       | Philippinen                  | 4          | 34        | [ 321 ] [ 322 ]                                                                                         |